# Gavisse
Gavisse (deutsch Gauwies, 1940–44 Gauwiesen, lothringisch Gawis) ist eine französische Gemeinde mit 591 Einwohnern (Stand 1. Januar 2022) im Département Moselle in der Region Grand Est (bis 2015 Lothringen). Sie gehört zum Arrondissement Thionville.

## Geografie
Die Gemeinde Gavisse liegt an der Mündung des Boler in die Mosel, etwa zwölf Kilometer nordöstlich von Thionville auf einer Höhe zwischen 148 und 180 m über dem Meeresspiegel. Das Gemeindegebiet umfasst 4,18 km².

## Geschichte
Der Ort gehörte seit 1769, mit einer Unterbrechung von 1871 bis 1918 (Reichsland Elsaß-Lothringen), zu Frankreich. Das Wappen der Gemeinde entspricht dem Wappen der luxemburgischen Herren von Rodemach, die im Mittelalter Besitz in Gavisse hatten. Das rote Tau auf dem Wappen ist das Zeichen des Heiligen Antonius, dem Schutzpatron der Gemeinde.

### Bevölkerungsentwicklung
| Jahr      | 1962 | 1968 | 1975 | 1982 | 1990 | 1999 | 2007 | 2019 |
| Einwohner | 237  | 218  | 247  | 318  | 467  | 507  | 579  | 570  |

## Belege
1. ↑  Wappenbeschreibung auf genealogie-lorraine.fr (französisch)